# Action on Poverty
Action on Poverty (AOP) là một tổ chức phi chính phủ độc lập, phi lợi nhuận, được thành lập vào năm 1968 và được hợp nhất tại bang New South Wales vào năm 1983.
Trước năm 2018, tổ chức này lấy tên The Australian Foundation for the Peoples of Asia and the Pacific Ltd (viết tắt: AFAP). Vào tháng 1 năm 2018, tổ chức này đã đổi tên hợp pháp thành Action on Poverty Limited, giao dịch là Action on Poverty (AOP)
Tầm nhìn và sứ mệnh của AOP như sau:
Tầm nhìn:Không ai còn phải chịu sự bất công, bất bình đẳng và hạ thấp phẩm giá gây ra bởi nghèo đói kinh niên
Sứ mệnh:Tạo quyền cho cộng đồng địa phương tạo nên thay đổi để thoát nghèo 

## Lịch sử
Ý tưởng cho tổ chức này ra đời vào những năm 1960 khi Stanley Hosie, một linh mục Marist người Úc, bắt đầu làm công việc truyền giáo ở Nam Thái Bình Dương, đặc biệt là Melanesia và Polynesia. Những người bạn thân của anh, nữ diễn viên người Úc Elizabeth "Betty" Bryant-Silverstein và chồng cô, một giám đốc, Maurice "Red" Silverstein, đã được truyền cảm hứng và quyết định thành lập tổ chức này vào năm 1968.
Chiến lược của tổ chức phi chính phủ mới được phát triển vào năm 1967 sau chuyến thăm tư vấn tới Melanesia và Polynesia, nơi một báo cáo gồm chín tập của Quỹ vì Nhân dân Nam Thái Bình Dương (FSP) được tạo ra.
Văn phòng đầu tiên của FSP được chính thức khánh thành vào năm 1968 tại Sydney. Tổ chức này dần trở thành một trong những tổ chức phi chính phủ hàng đầu tại Úc.
Quỹ đã mở văn phòng tại Hoa Kỳ, hiện tại được gọi là Counterpart International.
Năm 1981, một tổ chức mới được thành lập thay cho chi nhánh FSP Australia - Quỹ Úc vì nhân dân ở Nam Thái Bình Dương (AFSP). Tổ chức này sớm phát triển, mở rộng hoạt động sang châu Á vào cuối những năm 1980 và thành lập văn phòng tại Hà Nội, Việt Nam vào giữa những năm 90. Điều này chủ yếu nhờ vào tầm nhìn và sự kiên trì của giám đốc điều hành lúc đó, Harold Webber với đồng nghiệp Sandy Cross và những người vô cùng tận tụy khác. Năm 1994, tên được đổi thành Quỹ Úc vì nhân dân châu Á và Thái Bình Dương (AFAP), để phản ánh trọng tâm khu vực mới.
Năm 2018, tổ chức này đã đổi tên hợp pháp thành Action on Poverty (AOP), dẫn đến việc đổi tên Văn phòng Đại diện Việt Nam thành Action on Poverty (AOP) tại Việt Nam. Lý giải cho việc này, do AOP mở rộng hoạt động sang châu Phi, vì vậy việc đổi tên giúp truyền tải rõ sứ mệnh và phá bỏ giới hạn về phạm vi hoạt động.

## Công việc chính
AOP trao quyền cho những người thay đổi ở địa phương xóa bỏ nghèo đói kinh niên ở một số cộng đồng nghèo nhất ở Châu Phi, Châu Á và Thái Bình Dương. AOP tuyên bố kết nối các tổ chức địa phương với các nguồn lực và đào tạo mà họ cần để thúc đẩy sự thay đổi lâu dài. AOP nhắm đến các cộng đồng có tầm nhìn thay đổi và giúp họ tạo ra tác động lớn nhất có thể, ví dụ như thông qua việc hướng dẫn một gia đình người Ethiopia trồng lương thực và đưa trẻ em gái Campuchia đến trường.

## Chương trình
- Sinh kế và trao quyền kinh tế
- An toàn thực phẩm
- Nước và vệ sinh môi trường
- Môi trường và biến đổi khí hậu
- Sức khỏe
- Quản trị Lưu trữ ngày 18 tháng 3 năm 2020 tại Wayback Machine
- Giáo dục [5]

## Vùng hoạt động
AOP đã làm việc tại hơn 30 quốc gia trên khắp Châu Phi, Châu Á và Thái Bình Dương. AOP hiện đang hoạt động tại các quốc gia được liệt kê dưới đây.
Thái Bình Dương và Đông Timor
- Fiji
- Kiribati
- Quần đảo Solomon
- Đông Timor

Châu Phi
- Ethiopia
- Malawi
- Mozambique
- Tanzania
- Zimbabwe

Châu Á
- Bangladesh
- Campuchia
- Việt Nam

## Action on Poverty (AOP) tại Việt Nam
AOP bắt đầu hoạt động tại Việt Nam từ năm 1989 và là tổ chức phi chính phủ đầu tiên của Ôxtrâylia mở văn phòng đại diện tại Việt Nam năm 1996. Ở Việt Nam, AOP được biết tới như một tổ chức tiên phong thực hiện các chương trình kiểm soát sinh học dựa vào cộng đồng nhằm phòng ngừa bệnh sốt xuất huyết. Từ mảng y tế cộng đồng, AOP đã mở rộng hoạt động sang các lĩnh vực nông nghiệp, nước sạch và vệ sinh, an ninh lương thực, biến đổi khí hậu, sinh kế và quản trị.
Cách tiếp cận dựa vào cộng đồng đóng vai trò quan trọng trong quá trình thiết kế dự án của AOP. Thông qua các cuộc đối thoại mở, AOP tại Việt Nam làm việc trực tiếp với cộng đồng địa phương để lắng nghe tâm tư nguyện vọng của họ, nhờ đó có thể đưa ra phương thức hỗ trợ tối ưu.
Trong vòng 30 năm qua, AOP đã hỗ trợ hơn 250.000 người nghèo và còn gặp nhiều khó khăn thông qua 60 dự án tại 35 tỉnh, thành trên cả nước, trị giá hơn 30 triệu đô la Mỹ (khoảng 700 tỉ đồng).
Văn phòng hiện tại của AOP tại Việt Nam đang đặt tại quận Tây Hồ, Hà Nội.

### Địa bàn hoạt động
Hiện tại, AOP tại Việt Nam đang triển khai dự án tại 12 tỉnh, thành của Việt Nam, bao gồm:
Miền Bắc: Hà Nội, Hòa Bình, Sơn La, Điện Biên, Phú Thọ, Thái Nguyên
Miền Trung: Hà Tĩnh, Khánh Hòa
Miền Nam: Tp. Hồ Chí Minh, Tiền Giang, Bình Dương, Sóc Trăng